# Dacia Solenza
Dacia Solenza — п'ятидверний ліфтбек B Класу, що вироблявся румунською компанією Dacia з 2003 по 2005 роки.

## Опис моделі

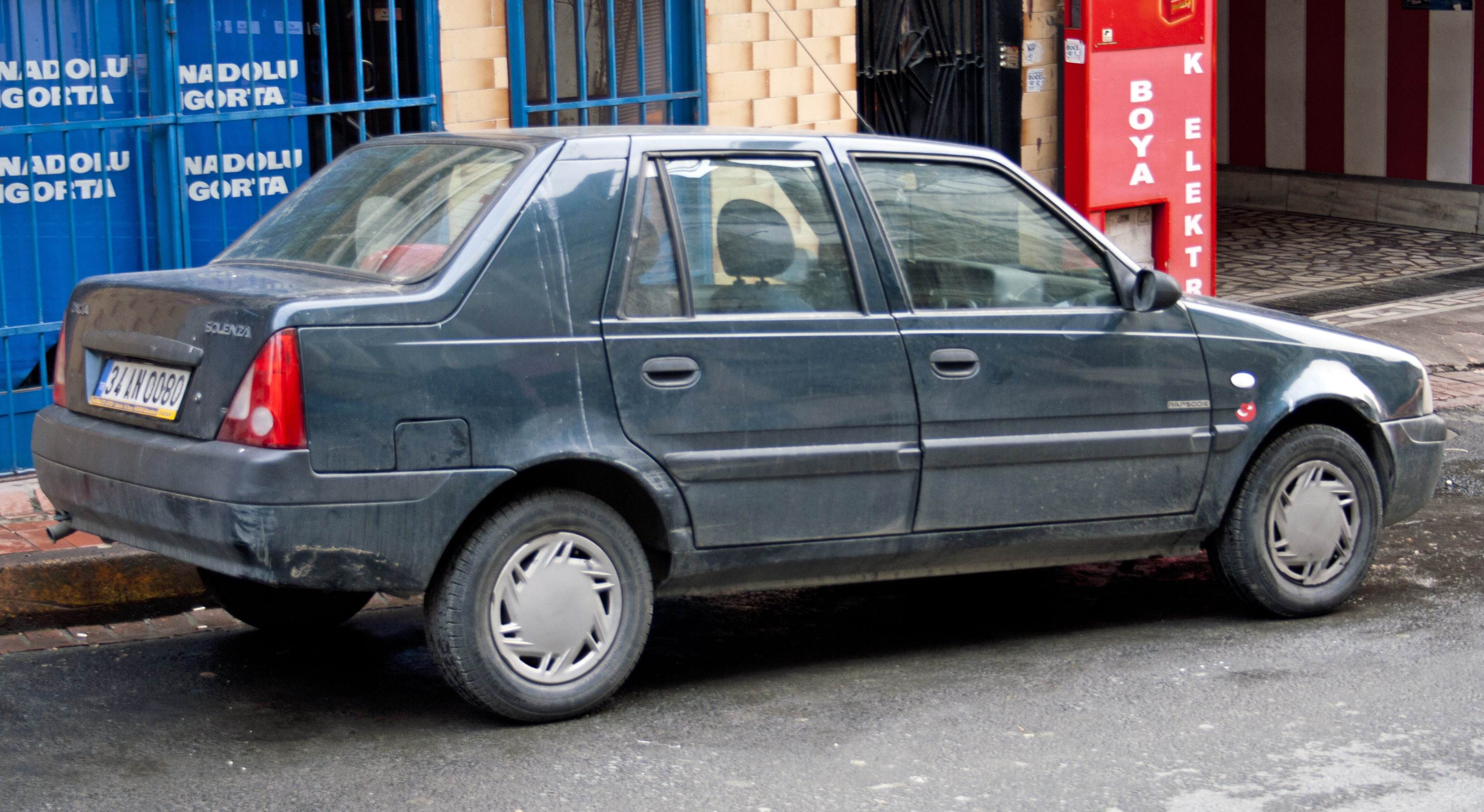
Dacia Solenza

Повномасштабне виробництво Dacia Solenza розпочалося в лютому 2003 року в Румунії в передмісті Пітешті. Автомобіль прийшов на заміну моделі Dacia SupeRNova. Dacia Solenza комплектувалась бензиновим двигуном  E7J 1,4 MPI потужністю 75 к.с. У 2004 році з'явився дизельний двигун F8Q 1.9 D потужністю 61 к.с. Обоє двигуни комплектувались 5 ступеневою механічною коробкою передач. Двигуни та коробки передач поставлялися компанією Renault від моделі Renault Clio.
Dacia Solenza пропонувалась у наступних комплектаціях: Prima, Europa, Comfort, Rapsodie, Clima та Scala. 
В березні 2005 року виробництво Dacia Solenza припинили.

## Двигуни
| Модель            | Об'єм    | Клапани | Потужність       | Крутний момент | 0-100 км/год | Максимальна швидкість км/год | Витрати пального | Роки випуску |
| ----------------- | -------- | ------- | ---------------- | -------------- | ------------ | ---------------------------- | ---------------- | ------------ |
| Бензиновий двигун |          |         |                  |                |              |                              |                  |              |
| E7J 1.4 MPI       | 1390 см3 | 8 SOHC  | 75 к.с. (55 кВт) | 114            | 13.1 с       | 165                          | 5.6-8.3 л/100 км | 2003-2005    |
| Дизельний двигун  |          |         |                  |                |              |                              |                  |              |
| F8Q 1.9 D         | 1870 см3 | 8 SOHC  | 61 к.с. (45 кВт) | 120            | 16.9 с       | 155                          | 4.7-7.2 л/100 км | 2004-2005    |